# Patrick Hoban
Patrick Hoban (Loughrea, 28 de julio de 1991) es un futbolista irlandés que juega de delantero en el Glentoran F. C. de la NIFL Premiership.

## Clubes
| Club                        | País              | Año       |
| --------------------------- | ----------------- | --------- |
| Mervue United A. F. C.      | Irlanda           | 2009-2010 |
| Bristol City F. C.          | Inglaterra        | 2010-2011 |
| Clevedon Town (cedido)      | Inglaterra        | 2010      |
| Mervue United A. F. C.      | Irlanda           | 2011-2012 |
| Dundalk F. C.               | Irlanda           | 2013-2014 |
| Oxford United F. C.         | Inglaterra        | 2014-2016 |
| Stevenage F. C. (cedido)    | Inglaterra        | 2016      |
| Grimsby Town F. C. (cedido) | Inglaterra        | 2016      |
| Mansfield Town F. C.        | Inglaterra        | 2016-2017 |
| Dundalk F. C.               | Irlanda           | 2018-2024 |
| Derry City F. C.            | Irlanda del Norte | 2024-2025 |
| Glentoran F. C.             | Irlanda del Norte | 2025-     |

## Palmarés

### Títulos nacionales
| Título                     | Club          | País    | Año  |
| -------------------------- | ------------- | ------- | ---- |
| Premier Division           | Dundalk F. C. | Irlanda | 2014 |
| Copa de la Liga de Irlanda | Dundalk F. C. | Irlanda | 2014 |
| Premier Division           | Dundalk F. C. | Irlanda | 2018 |
| Copa de Irlanda            | Dundalk F. C. | Irlanda | 2018 |
| Premier Division           | Dundalk F. C. | Irlanda | 2019 |
| Copa de la Liga de Irlanda | Dundalk F. C. | Irlanda | 2019 |
| Supercopa de Irlanda       | Dundalk F. C. | Irlanda | 2019 |